# Mongolië op de Olympische Zomerspelen 1992
Mongolië nam deel aan de Olympische Zomerspelen 1992 in Barcelona, Spanje. Er werden 2 bronzen medailles gewonnen, een medaille in het boksen en schietsport.

## Medailleoverzicht
| Sport       | Olympiër              | Discipline      | Medaille |
| ----------- | --------------------- | --------------- | -------- |
| Boksen      | Namjilyn Bayarsaikhan | –60kg (m)       | Brons    |
| Schietsport | Munkhbayar Dorjsuren  | 25m pistool (v) | Brons    |

## Deelnemers en resultaten

### Atletiek
| Olympiër         | Discipline   | Resultaat | Prestatie |
| ---------------- | ------------ | --------- | --------- |
| Pyambuugiin Tuul | marathon (m) | 87e       | 4:00.44   |

### Boksen
| Olympiër                  | Discipline  | Resultaat | Prestatie |
| ------------------------- | ----------- | --------- | --- |
| Erdenotsogtyn Tsogtjargal | -48kg (m)   | 9e        | 1ste ronde: W van COL Retayud: 8-2 2de ronde: V van CUB Marcelo: 2-14                                                            |
| Sandagsürengiin Erdenebat | -57kg (m)   | 9e        | 1ste ronde: W van GAB Boucka: 21-4 2de ronde: V van KOR Park: 2-13                                                               |
| Namjilyn Bayarsaikhan     | -60kg (m)   | Brons     | 1ste ronde: vrij 2de ronde: W van GUA Avila: 15-0 kwartfinale: W van TAN Matumla: 9-6 halve finale: V van GER Rudolph: walk-over |
| Nyamaagiin Altankhuyag    | -63,5kg (m) | 9e        | 1ste ronde: W van LAO Vilayphone: scheidsrechterlijke beslissing 2de ronde: V van GBR Richardson: 4-21                           |
| Bandiin Altangerel        | -75kg (m)   | 17e       | 1ste ronde: V van DEN Lentz: 0-4                                                                                                 |
| Damdingiin Zul            | -81kg (m)   | 17e       | 1ste ronde: V van CAN Brown: scheidsrechterlijke beslissing                                                                      |

### Boogschieten
| Olympiër     | Discipline      | Resultaat | Prestatie                                                                 |
| ------------ | --------------- | --------- | ------------------------------------------------------------------------- |
| Jargal Otgon | individueel (v) | 17e       | plaatsingsronde: 32ste met 1270 punten 1ste ronde: V van KOR Cho: 109-111 |

### Gewichtheffen
| Olympiër                | Discipline | Resultaat | Prestatie                                                        |
| ----------------------- | ---------- | --------- | ---------------------------------------------------------------- |
| Naranjargalyn Batjargal | -56kg (m)  | 17e       | trekken: 14de met 107,5kg stoten: 16de met 127,5kg totaal: 235kg |
| Gombodorjiin Enebish    | -75kg (m)  | DNF       | trekken: geen geldige poging                                     |

### Judo
| Olympiër                     | Discipline | Resultaat | Prestatie |
| ---------------------------- | ---------- | --------- | --- |
| Dashgombyn Battulga          | -60kg (m)  | 7e        | 1ste ronde: vrij 2de ronde: W van POR Ludovino: ippon 3de ronde: W van GBR Donohue kwartfinale: V van EUN Huseynov herkansingen: W van ITA Cattedra herkansingen 2: V van HUN Wágner: ippon                                                |
| Dambiinyamyn Maralgerel      | -65kg (m)  | 20e       | 1ste ronde: vrij 2de ronde: W van HAI Jean: ippon 3de ronde: V van BEL Laats |
| Khaliuny Boldbaatar          | -71kg (m)  | 7e        | 1ste ronde: W van EUN Aliyev: waza-ari 2de ronde: W van CAF Toronlo: ippon 3de ronde: V van HUN Hajtós: ippon herkansingen: W van CAN Hatashita: ippon herkansingen 2: W van ALG Dahmani: waza-ari herkansingen 3: V van ISR Smadja: ippon |
| Davaasambuugiin Dorjbat      | -78kg (m)  | 9e        | 1ste ronde: W van ISL Sidmundsson: ippon 2de ronde: W van YEM Al-Shiekh: ippon 3de ronde: V van SWE Adolfsson: ippon herkansingen: W van NGR Musa: ippon herkansingen 2: V van KOR Kim: ippon                                              |
| Jambalyn Ganbold             | -86kg (m)  | 20e       | 1ste ronde: vrij 2de ronde: V van CHN Wang: ippon |
| Odvogiin Baljinnyam          | -95kg (m)  | 9e        | 1ste ronde: vrij 2de ronde: W van GAB Ndjumbi: ippon 3de ronde: W van ARG Aguirre kwartfinale: V van POL Nastula: ippon herkansingen: V van BEL Van de Walle                                                                               |
| Badmaanyambuugiin Bat-Erdene | +95kg (m)  | 17e       | 1ste ronde: W van IOA Milinković 2de ronde: V van BUL Stoykov: yuko |
|                              |            |           | |
| Khishigbatyn Erdenet-Od      | -48kg (v)  | 13e       | 1ste ronde: vrij 2xe ronde: V van GBR Briggs: waza-ari herkansingen: V van CAN Lastrade: ippon |
| Ravdangiin Dechinmaa         | -52kg (v)  | 20e       | 1ste ronde: V van POR Saldanha: ippon |
| Lkhamaasürengiin Badamsüren  | -61kg (v)  | 20e       | 1ste ronde: V van HUN Nagy: ippon |

### Schietsport
| Olympiër                  | Discipline           | Resultaat | Prestatie                                                             |
| ------------------------- | -------------------- | --------- | --------------------------------------------------------------------- |
| Altantsetsegiin Byambajav | 25m pistool (v)      | 33e       | kwalificatie: 33ste met 568 punten (285-283)                          |
| Dorjsürengiin Mönkhbayar  | 25m pistool (v)      | Brons     | kwalificatie: 3de met 584 punten (292-292) finale: 3de met 679 punten |
| Altantsetsegiin Byambajav | 10m luchtpistool (v) | 24e       | kwalificatie: 24ste met 375 punten (96-90-95-94)                      |
| Dorjsürengiin Mönkhbayar  | 10m luchtpistool (v) | 21e       | kwalificatie: 21ste met 376 punten (92-96-96-92)                      |

### Wielersport
| Olympiër                                                                       | Discipline         | Resultaat | Prestatie      |
| ------------------------------------------------------------------------------ | ------------------ | --------- | -------------- |
| Dashjamtsyn Mönkhbat                                                           | wegwedstrijd (m)   | 83e       | 5:02.11        |
| Dashnyamyn Tömör-Ochir                                                         | wegwedstrijd (m)   | 79e       | 4:45.14        |
| Jamsran Ulzii-Orshikh                                                          | wegwedstrijd (m)   | DNF       | niet gefinisht |
| Zundui Naran Dashnyamyn Tömör-Ochir Jamsran Ulzii-Orshikh Dashjamtsyn Mönkhbat | ploegentijdrit (m) | 19e       | 2:16.52        |

### Worstelen
| Olympiër                  | Discipline  | Resultaat   | Prestatie |
| Vrije stijl               | Vrije stijl | Vrije stijl | Vrije stijl |
| ------------------------- | ----------- | ----------- | --- |
| Tserenbaataryn Khosbayar  | -48kg (m)   | 8e          | groep A: 4de W van ESP Sánchez: 15-0 W van NGR Ojo: 19-4 V van ROU Rașovan: 7-9 V van KOR Kim: 2-6 7-8ste plek: V van CUB Martinez: walk-over       |
| Tserenbaataryn Enkhbayar  | -52kg (m)   | 10e         | groep A: 5de V van PRK Ri: 0-4 V van TUR Orel: 9-14 9-10de plek: V van ROU Corduneanu: walk-over                                                    |
| Tserenbaataryn Tsogtbayar | -57kg (m)   | 10e         | groep A: 5de V van EUN Smal: 5-6 W van HUN Nagy: 25-9 V van PRK Kim: 5-10 9-10de plek: V van IRI Mallah: walk-over                                  |
| Lodoin Enkhbayar          | -74kg (m)   | 8e          | groep B: 4de V van BUL Zhelev: 1-3 W van CHN Ho: 4-2 W van TUR Yiğit: 6-5 V van POL Walencik: 3-8 7-8ste plek: V van HUN Nagy: walk-over            |
| Nergüin Tümennast         | -82kg (m)   | 13e         | groep B: 7de V van TUR Öztürk: gediskwalificeerd |
| Puntsagiin Sükhbat        | -90kg (m)   | 8e          | groep B: 2de W van IRI Baninosrat: 3-1 W van BUL Baev: 8-1 W van GRE Deskoulidis: 2-0 V van TUR Şimşek: 2-3 bronzen finale: V van USA Campbell: 1-3 |
| Boldyn Javkhlantögs       | -100kg (m)  | 17e         | groep B: 9de V van POL Radomski: 0-8 |

Albanië · Algerije · Amerikaanse Maagdeneilanden · Amerikaans-Samoa · Andorra · Angola · Antigua en Barbuda · Argentinië · Aruba · Australië · Bahama's · Bahrein · Bangladesh · Barbados · België · Belize · Benin · Bermuda · Bhutan · Bolivia · Bosnië en Herzegovina · Botswana · Brazilië · Britse Maagdeneilanden · Bulgarije · Burkina Faso · Canada · Centraal-Afrikaanse Republiek · Chili · China · Chinees Taipei · Colombia · Congo-Brazzaville · Cookeilanden · Costa Rica · Cuba · Cyprus · Denemarken · Djibouti · Dominicaanse Republiek · Duitsland · Ecuador · Egypte · El Salvador · Equatoriaal-Guinea · Estland · Ethiopië · Fiji · Filipijnen · Finland · Frankrijk · Gabon · Gambia · Gezamenlijk team · Ghana · Grenada · Griekenland · Groot-Brittannië · Guam · Guatemala · Guinee · Guyana · Haïti · Honduras · Hongarije · Hongkong · Ierland · IJsland · India · Indonesië · Irak · Iran · Israël · Italië · Ivoorkust · Jamaica · Japan · Jemen · Jordanië · Kaaimaneilanden · Kameroen · Kenia · Koeweit · Kroatië · Laos · Lesotho · Letland · Libanon · Libië · Liechtenstein · Litouwen · Luxemburg · Madagaskar · Malawi · Malediven · Maleisië · Mali · Malta · Marokko · Mauritanië · Mauritius · Mexico · Monaco · Mongolië · Mozambique · Myanmar · Namibië · Nederland · Nederlandse Antillen · Nepal · Nicaragua · Nieuw-Zeeland · Niger · Nigeria · Noord-Korea · Noorwegen · Oeganda · Oman · Oostenrijk · Pakistan · Panama · Papoea-Nieuw-Guinea · Paraguay · Peru · Polen · Portugal · Puerto Rico · Qatar · Roemenië · Rwanda · Saint Vincent‑Grenadines · Salomonseilanden · Samoa · San Marino · Saoedi-Arabië · Senegal · Seychellen · Sierra Leone · Singapore · Slovenië · Soedan · Spanje · Sri Lanka · Suriname · Swaziland · Syrië · Tanzania · Thailand · Togo · Tonga · Trinidad en Tobago · Tsjaad · Tsjecho-Slowakije · Tunesië · Turkije · Uruguay · Vanuatu · Venezuela · Verenigde Arabische Emiraten · Verenigde Staten · Vietnam · Zaïre · Zambia · Zimbabwe · Zuid-Afrika · Zuid-Korea · Zweden · Zwitserland · Onafhankelijke olympische deelnemers